# Урс Фас
Урс Фас (Urs Faes) е швейцарски писател и публицист. Първата му книга, стихосбирката „Eine Kerbe im Mittag“, е публикувана през 1975 година. Последният му роман, „Любовен архив“ (2006), е първият, който излиза в превод на български (Владко Мурдаров, изд. „Атлантис-КЛ“, 2008). Живее в Цюрих.

## Пиеси
- Zugluft. UA: Baden 1982
- Kreuz im Feld. UA: Baden 1984
- Wartezimmer. UA: Bern 1986

## Радиопиеси
- 1985: Partenza (Schweizer Radio DRS)
- 1989: Besuchszeit (DRS)
- 1993: Eine andere Geschichte (DRS)
- 2015: Paris. Eine Liebe – Bearbeitung und Regie: Jean-Claude Kuner (Schweizer Radio und Fernsehen/Rundfunk Berlin-Brandenburg)